# Нижня щитоподібна артерія
Нижня щитоподібна артерія (лат. a. thyreoidea inferior) — це парна кровоносна судина, що кровопостачає щитоподібну залозу, переважно її нижній полюс.

## Анатомія
Нижня щитоподібна артерія відходить від щитошийного стовбура та прямує догори попереду від хребетної артерії та m. longus colli, де повертає медіально та позаду від vagina carotica fasciae cervicalis та симпатичного стовбуру, серединного шийного ганглія, після чого досягає нижнього полюсу долі щитоподібної залози. В цій ділянці артерія поділяється на дві гілочки, що кровопостачають задньо-нижню частину щитоподібної залози та нижні паращитоподібні залози через розгалужену мережу артеріол. Артерія анастомозує з верхньою щитоподібною артерією та контрлатеральною нижньою щитоподібною артерією.

## Клінічне значення
При виконнанні оперативних втручань на щитоподібній залозі: резекціях нижнього полюсу, тиреоїдектомії, проводиться перев'язка даної судини. При виконанні даного етапу операції слід враховувати можливість пошкодження зворотнього гортаного нерва, що може проходити в безпосередній близькості до артерії.